# Datelji
Datelji är ett samhälle i Bosnien och Hercegovina.   Det ligger i entiteten Federationen Bosnien och Hercegovina, i den sydöstra delen av landet, 30 km öster om huvudstaden Sarajevo. Datelji ligger 882 meter över havet och antalet invånare är 121.
Terrängen runt Datelji är kuperad.Närmaste större samhälle är Goražde, 18,8 km öster om Datelji.
I omgivningarna runt Datelji växer i huvudsak lövfällande lövskog. Runt Datelji är det ganska tätbefolkat, med 93 invånare per kvadratkilometer.